# Home Gardens
Nicht zu verwechseln mit Home Garden im Kings County in Kalifornien
Home Gardens (auch bekannt als Riverside Valley Home Gardens) ist ein Census-designated place im Nordwesten des Riverside Countys im US-Bundesstaat Kalifornien, Vereinigte Staaten. Das U.S. Census Bureau hat bei der Volkszählung 2020 eine Einwohnerzahl von 11.203 ermittelt. Das Stadtgebiet hat eine Größe von 4,030 km².
Der Ort wird größtenteils von Corona umschlossen, grenzt aber im Nordosten an Riverside und im Osten an gemeindefreies Gebiet. In südöstlicher Richtung liegt ein Stück entfernt der Lake Mathews.
Home Gardens ist Teil des 37. Distrikts im Senat von Kalifornien, der momentan vom Republikaner Bill Emmerson vertreten wird, und dem 71. Distrikt der California State Assembly, vertreten vom Republikaner Jeff Miller. Des Weiteren gehört Home Gardens Kaliforniens 44. Kongresswahlbezirk an, der einen Cook Partisan Voting Index von R+6 hat und vom Republikaner Ken Calvert vertreten wird.